# Foramen sphéno-temporal
Le foramen sphéno-temporal est une perforation inconstante de la base du crâne. 
Il se situe sur la suture qui unit la partie pétreuse de l'os temporal et la grande aile de l'os sphénoïde.
Il permet le passage du nerf petit pétreux.